# The Lone Ranger (Quantum Jump)
The lone ranger is een lied geschreven door David MacIver (tekst) en Rupert Hine (muziek).
Het was bedoeld voor de muziekgroep Quantum Jump en ter promotie van hun debuutalbum met dezelfde naam. Het album was al klaar, maar hun platenlabel vertelde hun dat The lone ranger wel hitpotentie had, maar dan moest het instrumentale intro opgevuld worden met tekst. Hine raadpleegde daarop het Guinness Book of Records en vond een pakkende tekst in de langste naam voor een berg in Nieuw-Zeeland in het Maori:
Taumatawhakatangihangakoauauotamateapokaiwhenuakitanatahu
Hine belde vervolgens zanger Chris Thompson van de band romdon Manfred Mann op die in dat land verbleef voor de uitspraak. De tekst diende niet alleen als opvuller van het intro, maar ook van een instrumentale passage in het nummer. Het bleek te werken; The lone ranger beklom de Britse hitparade. Het waren de tijden dat er geruchten de ronde deden van verborgen teksten en de British Broadcasting Corporation meende die in dit nummer te vinden. "He smoked pipe of peace with Tonto, put his mask on back on fronto" zou terugvoeren op drugsgebruik en de laatste strofe vermeldt dat The lone ranger nog nooit in het gezelschap van een vrouw was gezien leidde tot een idee van homoseksualiteit. De BBC weigerde de plaat verder te draaien en weg was het succes.
Presentator Kenny Everett vroeg in 1978 Hine of hij het nummer mocht gebruiken als herkenningstune voor zijn show (The Kenny Everett Video Show). Hine maakte een nieuw arrangement. De show was een succes en de single haalde de vijfde plaats (10 weken notering) in het Britse hitparade. Niemand taalde nog naar de tekst. In 1995 kwam het nogmaals in de hitparade toen Swagman het samplede.
De singles kregen de non-albumtrack Drift mee.